# إليز هينسلر
إليز هينسلر (بالإنجليزية: Elise, Countess of Edla)‏ (و. 1836 – 1929 م) هي ممثلة، ومغنية، ومغنية أوبرا من سويسرا. ولدت في لا شو دو فون.
توفيت في لشبونة، عن عمر يناهز 93 عاماً. بسبب قصور كلوي.